# Forcipomyia serrulifimbria
Forcipomyia serrulifimbria är en tvåvingeart som beskrevs av Tokunaga 1959. Forcipomyia serrulifimbria ingår i släktet Forcipomyia och familjen svidknott. Inga underarter finns listade i Catalogue of Life.